# Charrin
Charrin ist eine französische Gemeinde mit 606 Einwohnern (Stand: 1. Januar 2022) im Département Nièvre in der Region Bourgogne-Franche-Comté. Sie gehört zum Arrondissement Château-Chinon (Ville) und zum Kanton Luzy (bis 2015: Kanton Fours).

## Geographie
Charrin liegt etwa 40 Kilometer südöstlich von Nevers an der Loire (südwestliche Gemeindegrenze). An der nordöstlichen Gemeindegrenze verläuft das Flüsschen Donjon. Umgeben wird Charrin von den Nachbargemeinden Verneuil im Norden, Saint-Hilaire-Fontaine im Osten und Südosten, Lamenay-sur-Loire im Süden und Südwesten, Cossaye im Südwesten, Devay im Westen sowie Champvert im Nordwesten.

## Bevölkerungsentwicklung
| Jahr                       | 1962 | 1968 | 1975 | 1982 | 1990 | 1999 | 2006 | 2013 |
| Einwohner                  | 666  | 640  | 683  | 733  | 688  | 624  | 639  | 599  |
| Quellen: Cassini und INSEE |      |      |      |      |      |      |      |      |

## Sehenswürdigkeiten
- Kirche Saint-Martin aus dem 11. Jahrhundert mit späteren Umbauten
- Große Halle